# Сільський округ Жаманбай-батира
Сільський округ Жаманба́й-бати́ра (каз. Жаманбай батыр ауылдық округі, рос. Сельский округ Жаманбай-батыра) — адміністративна одиниця у складі Жанакорганського району Кизилординської області Казахстану. Адміністративний центр — село Бесарик.
Населення — 3119 осіб (2021; 3336 у 2009, 3699 у 1999, 3620 у 1989).
Станом на 1989 рік існували Бесарицька сільська рада (села Старий Талап, Талап, селище Талап) та Кенеська сільська рада (села Бесарик, Кенес). Пізніше село Бесарик утворило окремий Талапський сільський округ, село Старий Талап та селище Талап — окремий Манапський сільський округ. 2018 року було ліквідовано село Апанкак, включивши його до складу села Бесарик. До 2020 року сільський округ називався Бесарицьким.

## Склад
До складу округу входять такі населені пункти:
| Населений пункт | Колишні назви | Населення, осіб (1989) | Населення, осіб (1999) | Населення, осіб (2009) | Населення, осіб (2021) |
| --------------- | ------------- | ---------------------- | ---------------------- | ---------------------- | ---------------------- |
| Апанкак, село   | -             | -                      | 80                     | 44                     | -                      |
| Бесарик, село   | Талап, Кенес  | 2103                   | 2275                   | 1909                   | 2046                   |
| Кенес, село     | -             | 1517                   | 1344                   | 1383                   | 1073                   |